# ICD-10 第十六章：起源于围产期的某些情况

## P00-P04 胎儿和新生儿受母体因素及妊娠、产程和分娩并发症的影响
P00-P04 胎儿和新生儿受母体因素及妊娠、产程和分娩并发症的影响
- P00 胎儿和新生儿受母体情况影响，这些情况可能与本次妊娠无关
- P01 胎儿和新生儿受母体妊娠并发症的影响
- P02 胎儿和新生儿受胎盘、脐带和胎膜的并发症的影响
- P03 胎儿和新生儿受产程和分娩的其他并发症的影响
- P04 胎儿和新生儿受经胎盘或母乳传播的有害物质的影响

## P05-P08 与妊娠期长短和胎儿生长有关的疾患
P05-P08 与妊娠期长短和胎儿生长有关的疾患
- P05 胎儿生长缓慢和胎儿营养不良
- P07 与孕期短和低出生体重有关的疾患，不可归类在他处者
- P08 与孕期长和高出生体重有关的疾患

## P10-P15 产伤
P10-P15 产伤
- P10 由于产伤引起的颅内撕裂和出血
- P11 中枢神经系统的其他产伤
- P12 头皮产伤
- P13 骨骼的产伤
- P14 周围神经系统的产伤
- P15 其他产伤

## P20-P29 特发于围生期的呼吸和心血管疾患
P20-P29 特发于围生期的呼吸和心血管疾患
- P20 子宫内低氧症
- P21 出生窒息
- P22 新生儿呼吸窘迫
- P23 先天性肺炎
- P24 新生儿吸入综合征
- P25 起源于围生期的间质肺气肿及有关情况
- P26 起源于围生期的肺出血
- P27 起源于围生期的慢性呼吸性疾病
- P28 起源于围生期的其他呼吸性情况
- P29 起源于围生期的心血管疾患

## P35-P39 特发于围生期的感染
P35-P39 特发于围生期的感染
- P35 先天性病毒性疾病
- P36 新生儿细菌性脓毒症
- P37 其他先天性传染病和寄生虫病
- P38 新生儿脐炎，伴有或不伴有轻度出血
- P39 特发于围生期的其他感染

## P50-P61 胎儿和新生儿出血性和血液学疾患
P50-P61 胎儿和新生儿出血性和血液学疾患
- P50 胎儿失血
- P51 新生儿脐带出血
- P52 胎儿和新生儿颅内非创伤性出血
- P53 胎儿和新生儿出血性疾病
- P54 新生儿其他出血
- P55 胎儿和新生儿的溶血性疾病
- P56 由于溶血性疾病引起的胎儿水肿
- P57 核黄疸
- P58 由于其他过度溶血引起的新生儿黄疸
- P59 其他和未特指原因所致的新生儿黄疸
- P60 胎儿和新生儿播散性血管内凝血
- P61 其他围生期血液疾患

## P70-P74 特发于胎儿和新生儿的短暂性内分泌和代谢疾患
P70-P74 特发于胎儿和新生儿的短暂性内分泌和代谢疾患
- P70 特发性胎儿和新生儿的短暂性碳水化合物代谢紊乱
- P71 短暂性新生儿钙和镁代谢疾患
- P72 新生儿其他短暂性内分泌疾患
- P74 新生儿其他短暂性电解质和代谢紊乱

## P75-P78 胎儿和新生儿的消化系统疾患
P75-P78 胎儿和新生儿的消化系统疾患
- P75 胎粪性肠梗阻
- P76 新生儿其他肠梗阻
- P77 胎儿和新生儿的坏死性小肠结肠炎
- P78 其他围生期的消化系统疾患

## P80-P83 涉及胎儿和新生儿体被和体温调节的情况
P80-P83 涉及胎儿和新生儿体被和体温调节的情况
- P80 新生儿低温症
- P81 新生儿其他低温调节障碍
- P83 特发于胎儿和新生儿体被的其他情况

## P90-P96 起源于围生期的其他疾患
P90-P96 起源于围生期的其他疾患
- P90 新生儿痙攣（Convulsions of newborn）
- P91 新生儿的其他大脑障碍
- P92 新生儿喂养困难
- P93 胎儿和新生儿用药引起的反应和中毒
- P94 新生儿肌张力疾患
- P95 未特指原因的胎儿死亡
- P96 起源于围生期的其他情况